# Arse Elektronika
Arse Elektronika ist ein wiederkehrendes Festival, das von der österreichischen Kunst- und Theoriegruppe monochrom veranstaltet wird. Der Fokus der Veranstaltung liegt auf Sexualität und Technologie und deren Wechselwirkung. Das Festival präsentiert Vorträge, Workshops, Sexmaschinen und erotische Apparaturen, Performances und Filme. Der Kurator der Arse Elektronika ist Johannes Grenzfurthner. Zwischen 2007 und 2015 wurde der Event in San Francisco abgehalten, aber monochrom will den Veranstaltungsort nach Europa verlegen.
Basierend auf der Veranstaltungsreihe wurden bis jetzt vier akademische Sammelbände veröffentlicht.
Der Name Arse Elektronika ist ein Wortspiel mit Ars Electronica, dem Namen eines Kunst- und Technologie-Festivals in Linz.
Die Liste der Vortragenden umfasst unter anderem Violet Blue, Mark Dery, Richard Kadrey, Annalee Newitz, Carol Queen, Susie Bright und Rudy Rucker, mit Demonstrationen von Kyle Machulis (Slashdong), Heather Kelley, Allen Stein (von Thrillhammer), Dani Ploeger und Ingenieuren der pornografischen Webseite Fucking Machines von kink.com.
Arse Elektronika wurde ein vielzitiertes Referenzevent in der Debatte um Sex und Technologie, vor allem weil es auch dezidiert feministische und genderqueere Standpunkte vertritt.

## Festivals

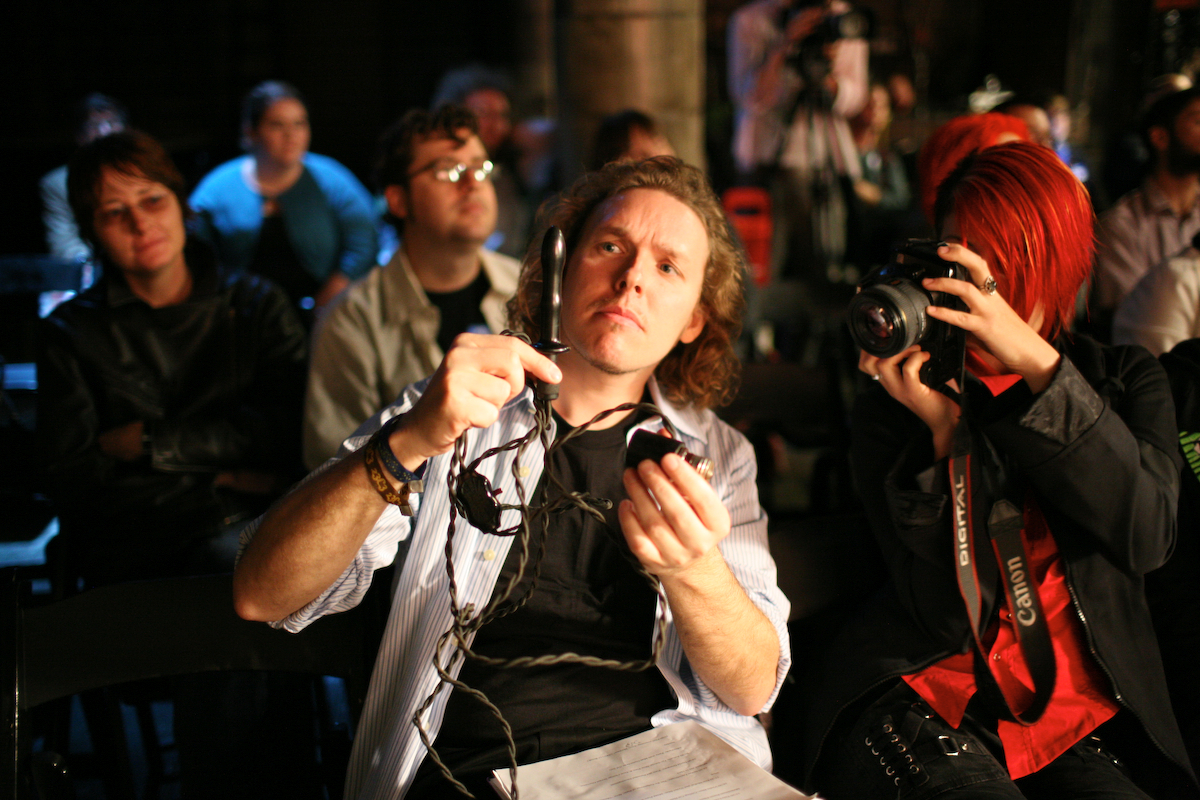
Arse Elektronika-Kurator Johannes Grenzfurthner auf der Arse Elektronika 2007.

Kurator Johannes Grenzfurthner fasst die Philosophie der Festivalreihe folgendermaßen zusammen:
Von den tausende Jahre alten Höhlenzeichnungen einer Vulva bis zum neuesten Porno-Live-Game – Technologie und Sexualität waren schon immer eng miteinander verbunden. Niemand kann vorhersagen, was die Zukunft bringen wird, aber der bisherige Lauf der Geschichte legt nahe, dass Sex auch in Zukunft eine essentielle Rolle in der technologischen Entwicklung spielen wird und dass Technologien und deren Anwendung die menschliche Sexualität gestalten. Wir dürfen nämlich nicht vergessen, dass wir eine sexuell motivierte und Werkzeuge verwendende Spezies sind. Die Frage ist also nicht ob, sondern wie diese Interaktion die Menschheit weiter verändern wird.
Ein Überblick über die Festivals und ihre diskursiven Schwerpunkte:
- Konferenz 2007: pr0nnovation? Pornography and Technological Innovation.[8][9][10] Widmete sich der Frage wie Sexualität und Pornografie technologische Entwicklung und Innovation stimuliert haben. Der Konsens der Vortragenden war, dass es einen klare Zusammenhang gibt. Neue Technologien werden immer noch sehr schnell im Pornobereich eingesetzt und von Pornokonsumenten und Pornokonsumentinnen angenommen. Sie sind deshalb oftmals early adopters für neue Produkte und Services.
- Konferenz 2008: Do Androids Sleep with Electric Sheep: Critical Perspectives on Sex and Science Fiction.[11] Beschäftigte sich mit der Betrachtung von Sex und Technologie in Science-Fiction und Futurologie.[12]
- Konferenz 2009: Of Intercourse and Intracourse.[13] Widmete sich der Fragestellung der Körperlichkeit und der technologischen Veränderung von Körpern, auch in Hinblick auf Wetware, Gentherapie, Biotechnologie und Body Modification. Die Vorträge spekulierten auch über die sozialen Veränderungen die neue Technologien in Bezug auf Heteronormativität bringen könnten.
- Konferenz 2010: Space Racy. Beschäftigte sich mit Räumen, sowohl in einem architektonischen, psychologischen als auch aeronautischen Sinn.[14] Es wurde z. B. Sex im Weltall verhandelt, aber auch Fragestellungen zur Veränderung von Räumen durch die veränderte Sicht auf Gender, sexualisierte Räume in VR und Computerspielen. Eine Performance gab Freiwilligen die Möglichkeit, sich zu zweit für zwanzig Minuten in einem Sarg begraben zu lassen, um Sex darin zu haben.[15]
- Konferenz 2011: Screw the System. Fokus auf politischen Veränderungen, die Sex und Technologie in Kulturen erwirken können.[16][17]
- Konferenz 2012: 4PLAY: Gamifuckation and Its Discontents. Debatte über Sex, Technologie und Spiele (virtuelle und reale).[18]
- Konferenz 2013: id/entity. Fokus auf Sex, Technology und Identität.[19][20]
- Konferenz 2014: TRANS*.*. Diskussionen über Sex, Technologie und gesellschaftlichen und persönlichen Veränderung, auch in Hinblick auf Transgeschlechtlichkeit-Diskussion.[21]
- Konferenz 2015: Shoot Your Workload. Auseinandersetzung mit Sex, Technologie und Arbeit (z. B. Technologie und Sexarbeit, Arbeitskampf im Kontext von Sextechnologie, die Arbeitsbedingungen von Arbeitern, die Sex-Toys herstellen).[22][23]
- Konferenz 2023: Sexponential. Beschäftigt sich mit künstlicher Intimität. Fand im September 2023 in Linz als Programmpunkt der Ars Electronica statt.[24][25][26]
- Konferenz 2025: Plug & Play! wurde im März 2025 in Wien abgehalten.[27]

## Zusätzliche Events
Arse Elektronika veranstaltet auch Ausstellungen, Vortragsperformances und Workshops, die nicht zur Zeit des Hauptfestivals stattfinden und erweitert die Dachmarke dadurch.
Im April 2010 wurde die erste Arse Elektronika-Ausstellung "Techno(sexual) Bodies" in der Galerie Videotage in Hongkong eröffnet. Kuratiert wurde die Ausstellung von Johannes Grenzfurthner und Isaac Leung.
Im März 2019 präsentierten monochrom im Rahmen einer Arse Elektronika-Spezialpräsentation beim Meta-Marathon im NRW Forum Düsseldorf den Sexroboter Nekropneum Fuckenbrust Neckhammer 40k.

## Veröffentlichungen

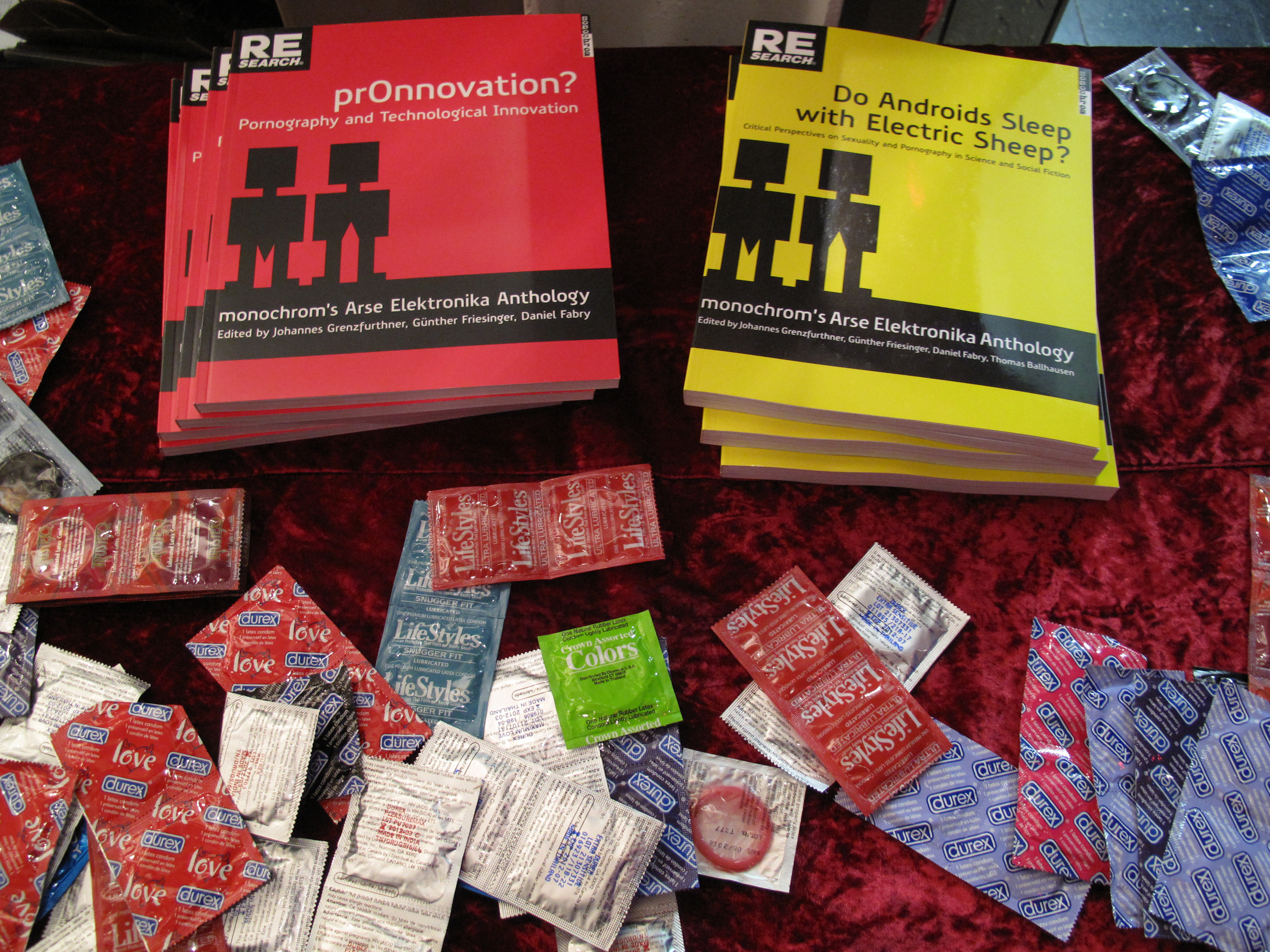
Die ersten beiden Arse Elektronika Anthologien.

pr0nnovation? Pornography and Technological Innovation (Arse Elektronika Anthologie #1)
- Herausgegeben von Johannes Grenzfurthner, Günther Friesinger, Daniel Fabry. Verlag RE/Search Publications (San Francisco) in Kooperation mit monochrom.
- Beinhaltet Texte und Kurzgeschichten von Michael Achenbach, Timothy Archibald, Peter Asaro, Thomas Ballhausen, Binx, Violet Blue, Jonathan Coopersmith, Mark Dery, Thomas Edlinger, Johannes Grenzfurthner, Ema Konstantinova, Tina Lorenz, Stefan Lutschinger, Kyle Machulis (Slashdong), Aaron Muszalski, Annalee Newitz, Carol Queen, Thomas Roche, Autumn Tyr-Salvia, Frank Apunkt Schneider, Katie Vann, Rose White, Amanda Williams, Katherina Zakravsky.[38]

Do Androids Sleep with Electric Sheep? Critical Perspectives on Sexuality and Pornography in Science and Social Fiction (Arse Elektronika Anthologie #2)
- Herausgegeben von Johannes Grenzfurthner, Günther Friesinger, Daniel Fabry, Thomas Ballhausen. Verlag RE/Search Publications (San Francisco) in Kooperation mit monochrom.
- Beinhaltet Texte und Kurzgeschichten von Rudy Rucker, Richard Kadrey, James Tiptree, Jr., Allen Stein, Sharing is Sexy, Jason Brown, Cory Doctorow, Annalee Newitz, Tina Lorenz, Reesa Brown, Karin Harrasser, Isaac Leung, Rose White, Mela Mikes, Viviane, Susan Mernit, Chris Noessel, Kit O’Connell, Jens Ohlig, Bonni Rambatan, Thomas Roche, Bonnie Ruberg, Mae Saslaw, Violet Blue, Nathan Shedroff, 23N!, Benjamin Cowden, Johannes Grenzfurthner, Daniel Fabry.[39]

Of Intercourse and Intracourse – Sexuality, Biomodification and the Techno-Social Sphere (Arse Elektronika Anthologie #3)
- Herausgegeben von Johannes Grenzfurthner, Günther Friesinger, Daniel Fabry. Verlag RE/Search Publications (San Francisco) in Kooperation mit monochrom.
- Beinhaltet Texte und Kurzgeschichten von Eleanor Saitta, R.U. Sirius, Jack Sargeant, Annalee Newitz, Katrien Jacobs, Christian Heller, Bonni Rambatan, Kyle Machulis, Saul Albert, Tatiana Bazzichelli, Johannes Grenzfurthner, Violet Blue, Carol Queen, Douglas Spink, Rose White, Rainer Prohaska, Thomas Ballhausen, Uncle Abdul, Elle Mehrmand (Echolalia Azalee), Micha Cárdenas (Azdel Slade), Ani Niow, Monika Kribusz, Noah Weinstein, Randy Sarafan, Allen Stein, Kim De Vries, Pepper Mint, Robert Glashüttner, Jonathon Keats.[40]

Screw The System – Explorations of Spaces, Games and Politics through Sexuality and Technology (Arse Elektronika Anthologie #4)
- Herausgegeben von Johannes Grenzfurthner, Günther Friesinger, Daniel Fabry. Verlag RE/Search Publications (San Francisco) in Kooperation mit monochrom.
- Beinhaltet Texte und Kurzgeschichten von Jaakko Stenros, Paolo Pedercini, Rosalynn Rothstein, Adam Rothstein, Jack Sargeant, Anna Anthropy, Heather Kelley, Lindsay Grace, Johannes Grenzfurthner, Maggie Mayhem, Ned Mayhem, Kristen Stubbs, Marco Maiocchi, Margherita Pillan, Marko Radeta, Pietro Righi Riva, Samuel Coniglio, Katherine Becvar, Nadja Sayej, Thomas Ballhausen, Philip Freeman, Jonathan Mann, Rich Gibson, Maymay.[41]

Sexponential! (Arse Elektronika Anthologie #5)
- Herausgegeben von Johannes Grenzfurthner, Günther Friesinger, Jasmin Hagendorfer (edition monochrom).
- Mit Beiträgen von Offerus Ablinger, ALMA de BruiXes, Big Tiddy Oni-Chan Collective, Bloom, Kate Devlin, Jos Diegel, Claudia Virginia Dimoiu, erfolgsfaktor FRAU e.V., Günther Friesinger, Philipp Fussenegger, Johannes Grenzfurthner, Jasmin Hagendorfer, Lisa Hahn, Christian Heller, Kay Kender, Thomas Kranabetter, Tanja Kubes, Quill Kukla, Stefan Lutschinger, Toni Loh, Ania Malinowska, Wenzel Mehnert, Kaname ‘Kenny’ Muroya, Marija Nujic, Ekat Osipova, Dani Ploeger, Toma Pilein, Jason Scott, Natalia Shepeleva, Matthias Smetana, Dan Steinberg, Katta Spiel, Kat Suryna.[42]